# Sistema de finançament autonòmic d'Espanya
El sistema de finançament autonòmic d'Espanya és el conjunt de recursos financers que té cada administració autonòmica de l'Estat Espanyol per a exercir les seues competències segons obliga la Constitució Espanyola del 1978 (article 156.1), seguint els principis de solidaritat (que sol anomenar-se solidaritat interterritorial) i coordinant-se amb el Ministeri d'Hisenda d'Espanya. El sistema de finançament autonòmic espanyol és una part del sistema tributari espanyol.
López Casasnovas constata que el sistema de finançament autonòmic espanyol no constitueix un sistema fiscal federal. El sistema de finançament autonòmic està condicionat per l'organització territorial.

## Bases legals

### Constitució i jurisprudència
Els articles de la Constitució que defineixen els trets fonamentals del sistema de finançament autonòmic espanyol són el 138, el 156, el 157 i el 158.
Els recursos financers provenen de: els impostos cedits per l'Estat central, els recàrrecs sobre impostos estatals i altres ingressos de l'Estat central més els impostos creats per les comunitats autònomes, les contribucions especials d'aquestes, "les transferències del fons de compensació interterritorial i d'altres assignacions amb càrrec als pressupostos generals de l'estat, els rendiments procedents del seu patrimoni i els ingressos de dret privat i el producte de les operacions autonòmiques de crèdit". Segons l'article 157.1 aquests recursos no poden incloure's més ni poden retirar-se-li a cap autonomia.
El principi de solidaritat interterritorial junt a l'altre principi del sistema fiscal general espanyol, la característica progressiva del sistema fiscal, deuria portar a que les autonomies amb rendes per habitant superiors tingueren dèficits fiscals i les que tenen rendes per habitant inferiors, superàvit. El concepte de solidaritat interterritorial (o en aquest cas, entre autonomies) presenta certa ambigüitat per les diferents interpretacions que pot tindre.
La Constitució reconeix indirectament el dret de les autonomies d'elaborar els seus propis pressupostos (article 153.d) amb limitacions: no impedir la lliure circulació de mercaderies i serveis (article 157.2) ni basar la hisenda pública de l'autonomia en un privilegi (article 138). José Juan Ferreiro Lapatza, catedràtic de dret financer i tributari, interpreta que una situació de privilegi es dona quan "els habitants d'una comunitat autònoma no paguen o paguen en una proporció més petita els serveis de l'Estat que afecten a tothom, aquests habitants gaudeixen, davant de la resta, d'un privilegi".
Els principis constitucionals sobre el sistema de finançament són els següents:
- Principis d'autonomia i de corresponsabilitat fiscal[11]

L'autonomia financera consisteix en regular i disposar els recursos amb els que poden obtenir recursos i elaborar polítiques de despesa amb lleis pressupostàries autonòmiques.
També s'exigeix la competència fiscal lleial i transparents entre territoris.
- Principi de coordinació i la competència estatal sobre l'hisenda general[13]
- Principi de solidaritat[14]
- Principi d'igualtat[15]
- Principi de territorialitat[16]

### Lleis estatals
Segons Muñoz Machado (1987, p. 415), Les lleis estatals tenen més pes que les lleis autonòmiques, com serien els estatuts d'autonomia, per a establir el model de finançament.
Les lleis estatals que regulen el sistema de finançament autonòmic espanyol són: la Llei orgànica 8/1980, de 22 de setembre, de finançament de les comunitats autònomes (la qual ha canviat cada cinc anys mitjançant pactes); la Llei 21/2001, de 27 de desembre, per la qual es regulen les mesures fiscals i administratives del nou sistema de finançament de les CCAA de règim comú i les ciutats amb estatut d'autonomia i, amb relació a la despesa, Llei 18/2001, de 12 de desembre, general d'estabilitat pressupostària, i la Llei orgànica 5/2001, de 13 de desembre, complementària de la Llei general d'estabilitat pressupostària.

### Lleis autonòmiques
Allò que poden establir els estatuts d'autonomia respecte el finançament autonòmic es refereix a les despeses perquè tenen poc marge per a fixar els ingressos. El primer estatut d'autonomia que va especificar el model de finançament fou el català i fou imitat per la resta d'estatuts de les comunitats autònomes.
López Casasnovas assenyala, el 2007, que en l'espai legal: hi ha una indefinició sobre la prevalència d'una norma sobre altra quant a la Llei orgànica de finançament de les Comunitats Autònomes i els estatuts d'autonomia, car aquestes últimes poden establir en els seus textos manaments respecte el finançament de la comunitat autònoma; hi ha una ambigüitat a l'hora d'interpretar aquests textos dels estatus quan parlen del finançament autonòmic; els estatus poden contradir als altres; la controvertida constitucionalitat de l'exigència de mínims d'inversió estatal directa; la falta de concreció dels mecanismes que asseguren la redistribució solidària i "l'acció de negociació puntual que es reserva l'Estat amb plena discrecionalitat fora del marc estatutari (infraestructures aeroportuàries bàsicament)" utilitzat per a usos electoralistes.
Segons Alonso de Antonio (2011, p. 44), una Comunitat Autònoma no pot modificar unilateralment el seu sistema de finançament.

## Tipus
Hi ha diversos tipus de sistema de finançament autonòmic:
- Sistema de concert o quota:[23] Aquestes administracions recapten i gestionen la major part dels impostos, transferint-se una aportació a l'estat pels serveis que manté en aquestes comunitats autònomes i en concepte de solidaritat. S'aplica al País Basc i Navarra.[3] Aquest sistema està permès legalment per la disposició addicional primera de la Constitució, fent que s'evite considerar-ho un privilegi.[24]

Si aquest pacte no s'aconsegueix, les competències que té l'Estat central es mantenen. La Llei 13/2002 permet la pròrroga la quota en cas de no aconseguir-se un nou pacte fins que s'aconseguisca.
- Règim general de finançament: L'estat central manté gran part de la recaptació i la gestió tributària i redistribueix els recursos a través de transferències. Està regulat per la Llei orgànica de finançament de les Comunitats Autònomes, la qual ha sigut modificada diverses vegades[26]. S'aplica a la resta de les autonomies i conté dos casos especials:[27]
  - Règim especial de Canàries: Per la Disposició Addicional Tercera de la Constitució, les Illes Canàries tenen un règim especial adhuint raons per la seua insularitat. Està regulat per la Llei 19/1994, de 6 de juliol, de modificació del règim econòmic i fiscal de Canàries, el qual ha sigut modificat diverses vegades.[28]
  - Règim especial de Ceuta i Melilla: A causa de la situació geogràfica de Ceuta i Melilla, tenen un règim financer i tributari especial.[29]

## Història del model de finançament autonòmic
La fi de l'exempció de l'aportació dels territoris bascos i navarresos que havien gaudit durant l'Antic Règim va tindre lloc durant el segle xix passant al sistema de concert.
Fuente (1999, p. 149) explica que el sistema de finançament regional "preexistent al desenvolupament de l'estat autonòmic no era ni molt menys completament redistributiu". Els governs de les regions més pobres s'han oposat a les transferències de tributs mentre que algunes de les regions més riques han reclamat més autonomia financera.
Com la Constitució no estableix un model tancat de finançament, aquesta permet que aquest evolucione al llarg del temps.
El règim general de finançament suposà desigualtats des de l'inici en part perquè "quan es van traspassar les competències hi havia comunitats on la presència de l'estat era més baixa, i al passar-se els recursos per al seu finançament en funció del cost efectiu dels serveis que es traspassaven, es quedaren amb menys recursos en termes relatius que altres territoris on la presència de serveis públics estatals era major".
El 28 de febrer de 1978 es va establir el primer concert, mitjançant un Reial Decret.
En l'Informe de 7 de juliol de 1981 de la Comissió d'Experts sobre finançament de les Autonomies es comentà que les diferències entre el sistema de concert i el de règim general són més jurídiques que econòmiques. Determinaren que el marc legal era relativament coherent i que era "adequat per al finançament del procés autonòmic". L'informe va defendre la creació urgent d'una llei que regulara el Fons de Compensació Interterritorial.
Segons explica el periodista Sergi Pitarch en un article publicat el 2016, el desigual sistema de finançament autonòmic suposa que les autonomies desafavorides es vegen obligades a incrementar els tributs per a augmentar els seus ingressos mentre que les afavorides redueixen els tributs, podent ser acusades de competència deslleial a nivell fiscal.